# George Heath
George Heath (ur. w 1862 roku w Long Island, zm. w 1943 roku) – amerykański kierowca wyścigowy.

## Kariera
Heath rozpoczął karierę wyścigową jeszcze w XIX wieku. W 1898 roku wystartował w 889-milowym wyścigu Paryż-Amsterdam-Paryż w samochodzie Panhard. Wyścig ten ukończył na trzynastej pozycji, ponad trzy godziny po zwycięzcy. Rok później jako szósty dojechał do mety 1350-milowego wyścigu Tour de France, a w wyścigu Paryż-Saint-Malo był czwarty. Po kilku dobrych wynikach został kierowcą fabrycznym ekipy Panhard i w 1904 roku wygrał dwa znane wyścigi - Circuit des Ardennes oraz Vanderbilt Cup. W sezonie 1905 w wyścigu Eliminatoires Françaises de la Coupe Internationale był szósty i piąty w Circuit des Ardennes. W Stanach Zjednoczonych ponownie wystartował w Vanderbilt Cup, jednak tym razem był drugi. Heath kontynuował starty do 1909 roku, dwukrotnie startując w Grand Prix Francji. W 1906 roku był szósty, a dwa lata później – dziewiąty.